# Sidi Hammadi
Sidi Hammadi  (in arabo سيدي  حمادي‎?) è un centro abitato e comune rurale del Marocco situato nella provincia di Fquih Ben Salah, regione di Béni Mellal-Khénifra. Conta una popolazione di 14 227 abitanti (censimento 2014).